# Parabradyidius spinibasis
Parabradyidius spinibasis är en kräftdjursart som först beskrevs av Edward Bradford 1969.  Parabradyidius spinibasis ingår i släktet Parabradyidius och familjen Aetideidae. Inga underarter finns listade i Catalogue of Life.